# Rigidoporus pendulus
Rigidoporus pendulus är en svampart som beskrevs av Ryvarden 1990. Rigidoporus pendulus ingår i släktet Rigidoporus och familjen Meripilaceae.   Inga underarter finns listade i Catalogue of Life.